# Dyskografia Depeche Mode
Dyskografia zespołu Depeche Mode – dyskografia brytyjskiej grupy muzycznej, tworzącej muzykę z kręgu elektronicznego popu, powstałej w 1980 w Basildon w Anglii. Zespół wydał (według stanu na marzec 2023): 15 albumów studyjnych, siedem albumów koncertowe, dziesięć albumów kompilacyjnych, 55 singli oraz 16 box set. Głównym wydawcą płyt zespołu jest wydawnictwo Mute Records. Płyty były wydawane także przez Sire Records, Reprise Records, Some Bizzare Records oraz Columbia Records. Do piosenek zespołu nakręcono 75 wideoklipów (nie wliczając w to remiksów oraz wersji wydłużonych), dziesięć filmów VHS/DVD z udziałem zespołu, oraz singli DVD.
Od ich debiutu w 1981, Depeche Mode wydali 54 singli notowanych na UK Singles Chart, a także uzyskali dwukrotnie pozycję numer jeden w swoim rodzinnym kraju oraz jeden raz w USA (z albumami Songs of Faith and Devotion oraz Ultra). Według wydawcy zespół sprzedał do 2006 roku ponad 72 miliony płyt na całym świecie.

## Albumy

### Albumy studyjne
| Rok                                                                               | Tytuł                       | Uwagi | Najwyższe miejsce | Najwyższe miejsce | Najwyższe miejsce | Najwyższe miejsce | Najwyższe miejsce | Najwyższe miejsce | Najwyższe miejsce | Najwyższe miejsce | Status płyty | Status płyty |
| Rok                                                                               | Tytuł                       | Uwagi | UK                | US                | AUT               | GER               | SWE               | SWI               | AUS               | POL               | BPI (UK)     | RIAA (US)    |
| --------------------------------------------------------------------------------- | --------------------------- | --- | ----------------- | ----------------- | ----------------- | ----------------- | ----------------- | ----------------- | ----------------- | ----------------- | ------------ | ------------ |
| 1981                                                                              | Speak & Spell               | - Wydano 7 listopada 1981 - Wydawnictwo: Mute, Sire - Produkcja: Depeche Mode, Daniel Miller - Format: CD, SACD/DVD, płyta gramofonowa, kaseta, digital download                  | 10                | 177               | –                 | 49                | 21                | –                 | –                 | –                 | Złoto        |              |
| 1982                                                                              | A Broken Frame              | - Wydano: 27 września 1982 - Wydawnictwo: Mute, Sire - Produkcja: Depeche Mode, Daniel Miller - Format: CD, SACD/DVD, płyta gramofonowa, kaseta, digital download                 | 8                 | 192               | –                 | 56                | 22                | –                 | –                 | –                 | Złoto        |              |
| 1983                                                                              | Construction Time Again     | - Wydano: 22 sierpnia 1983 - Wydawnictwo: Mute, Sire - Produkcja: Depeche Mode, Daniel Miller - Format: CD, SACD/DVD, płyta gramofonowa, kaseta, digital download                 | 6                 | –                 | –                 | 7                 | 12                | 21                | –                 | –                 | Złoto        |              |
| 1984                                                                              | Some Great Reward           | - Wydano: 27 sierpnia 1984 - Wydawnictwo: Mute, Sire - Produkcja: Depeche Mode, Daniel Miller, Gareth Jones - Format: CD, SACD/DVD, płyta gramofonowa, kaseta, digital download   | 5                 | 54                | 19                | 3                 | 7                 | 5                 | –                 | –                 | Srebro       | Platyna      |
| 1986                                                                              | Black Celebration           | - Wydano: 17 marca 1986 - Wydawnictwo: Mute, Sire - Produkcja: Depeche Mode, Daniel Miller, Gareth Jones - Format: CD, SACD/DVD, płyta gramofonowa, kaseta, digital download      | 4                 | 90                | 26                | 2                 | 5                 | 1                 | –                 | –                 | Srebro       | Złoto        |
| 1987                                                                              | Music for the Masses        | - Wydano: 28 września 1987 - Wydawnictwo: Mute, Sire - Produkcja: Depeche Mode, David Bascombe, Daniel Miller - Format: CD, SACD/DVD, płyta gramofonowa, kaseta, digital download | 10                | 35                | 16                | 2                 | 4                 | 4                 | –                 | –                 | Srebro       | Platyna      |
| 1990                                                                              | Violator                    | - Wydano: 19 marca 1990 - Wydawnictwo: Mute, Sire - Produkcja: Depeche Mode, Flood - Format: CD, SACD/DVD, płyta gramofonowa, kaseta, digital download, DCC, MiniDisc             | 2                 | 7                 | 4                 | 2                 | 6                 | 2                 | 42                | –                 | Złoto        | 3× platyna   |
| 1993                                                                              | Songs of Faith and Devotion | - Wydano: 22 marca 1993 - Wydawnictwo: Mute, Sire, Reprise - Produkcja: Depeche Mode, Flood - Format: CD, SACD/DVD, płyta gramofonowa, kaseta, digital download, MiniDisc, DCC    | 1                 | 1                 | 1                 | 1                 | 2                 | 1                 | 14                | –                 | Złoto        | Platyna      |
| 1997                                                                              | Ultra                       | - Wydano: 14 kwietnia 1997 - Wydawnictwo: Mute, Reprise - Produkcja: Tim Simenon - Format: CD, SACD/DVD, płyta gramofonowa, kaseta, digital download                              | 1                 | 5                 | 5                 | 1                 | 1                 | 4                 | 7                 | –                 | Złoto        | Złoto        |
| 2001                                                                              | Exciter                     | - Wydano: 14 maja 2001 - Wydawnictwo: Mute, Reprise - Produkcja: Mark Bell - Format: CD, SACD/DVD, płyta gramofonowa, digital download                                            | 9                 | 8                 | 2                 | 1                 | 1                 | 2                 | 20                | 1                 |              | Złoto        |
| 2005                                                                              | Playing the Angel           | - Wydano: 17 października 2005 - Wydawnictwo: Mute, Virgin - Produkcja: Ben Hillier - Format: CD, SACD/DVD, płyta gramofonowa, digital download                                   | 6                 | 7                 | 1                 | 1                 | 1                 | 1                 | 45                | 1                 | Złoto        |              |
| 2009                                                                              | Sounds of the Universe      | - Wydano: 20 kwietnia 2009 - Wydawnictwo: Mute, EMI - Produkcja: Ben Hillier - Format:                                                                                            |                   |                   |                   | 1                 |                   |                   |                   | 1                 |              |              |
| 2013                                                                              | Delta Machine               | - Wydanie: 26 marca 2013 - Wydawnictwo: Columbia Records, … - Produkcja: Ben Hillier - Format:                                                                                    |                   |                   |                   | 1                 |                   |                   |                   | 1                 |              |              |
| 2017                                                                              | Spirit                      | - Wydanie: 17 marca 2017 - Wydawnictwo: Columbia Records,… - Produkcja: James Ford - Format: CD, płyta gramofonowa, digital download                                              |                   |                   |                   | 1                 |                   |                   |                   |                   |              |              |
| 2023                                                                              | Memento Mori                | - Wydanie: 24 marca 2023 - Wydawnictwo: Columbia Records, Mute - Produkcja: James Ford, Marta Salogni - Format: CD, płyta gramofonowa, kaseta, digital download                   |                   |                   |                   |                   |                   |                   |                   |                   |              |              |
| znak „–” oznacza, że album w danym kraju nie był notowany albo nie został wydany. |                             | |                   |                   |                   |                   |                   |                   |                   |                   |              |              |

### Albumy kompilacyjne
| Rok                                                                               | Tytuł                         | Uwagi | Najwyższe miejsce | Najwyższe miejsce | Najwyższe miejsce | Najwyższe miejsce | Najwyższe miejsce | Najwyższe miejsce | Najwyższe miejsce | Status płyty | Status płyty |
| Rok                                                                               | Tytuł                         | Uwagi | UK                | US                | AUT               | GER               | SWE               | SWI               | POL               | BPI          | RIAA         |
| --------------------------------------------------------------------------------- | ----------------------------- | --- | ----------------- | ----------------- | ----------------- | ----------------- | ----------------- | ----------------- | ----------------- | ------------ | ------------ |
| 1984                                                                              | People Are People             | - Wydano: 2 lipca 1984 (USA) - Wydawnictwo: Sire - Format: CD, płyta gramofonowa, kaseta, digital download                  | –                 | 74                | –                 | –                 | –                 | –                 | –                 |              | Złoto        |
| 1985                                                                              | The Singles 81→85             | - Wydano: 14 października 1985 - Wydawnictwo: Mute, Sire - Format: CD, płyta gramofonowa, kaseta, digital download          | 6                 | 114               | –                 | 9                 | 18                | 14                | –                 | Złoto        |              |
| 1985                                                                              | Catching Up with Depeche Mode | - Wydano: 11 listopada 1985 (USA) - Wydawnictwo: Sire - Format: CD, płyta gramofonowa, kaseta, digital download             | –                 | 113               | –                 | –                 | –                 | –                 | –                 |              | Platyna      |
| 1987                                                                              | Greatest Hits                 | - Wydano w 1987 (NRD) - Wydawnictwo: Amiga - Format: płyta gramofonowa                                                      | –                 | –                 | –                 | –                 | –                 | –                 | –                 |              |              |
| 1998                                                                              | The Singles 86>98             | - Wydano: 28 września 1998 - Wydawnictwo: Mute, Reprise - Format: CD, płyta gramofonowa, kaseta, digital download, MiniDisc | 5                 | 38                | 2                 | 1                 | 1                 | 3                 | –                 | Złoto        | Platyna      |
| 2004                                                                              | Remixes 81–04                 | - Wydano: 25 października 2004 - Wydawnictwo: Mute, Reprise - Format: CD, płyta gramofonowa, digital download               | 24                | –                 | 38                | 2                 | 16                | 7                 | 11                |              |              |
| 2006                                                                              | The Best Of, Volume 1         | - Wydano: 13 listopada 2006 - Wydawnictwo: Mute, Reprise - Format: CD, CD/DVD, digital download                             | 18                | 148               | 9                 | 1                 | 13                | 3                 | 14                | Złoto        |              |
| 2006                                                                              | The Complete Depeche Mode     | - Wydano: 19 grudnia 2006 - Wydawnictwo: Mute, Reprise, Sire - Format: Digital download                                     | –                 | –                 | –                 | –                 | –                 | –                 | –                 |              |              |
| znak „–” oznacza, że album w danym kraju nie był notowany albo nie został wydany. |                               | |                   |                   |                   |                   |                   |                   |                   |              |              |

### Albumy koncertowe
| Rok                                                                               | Tytuł                            | Uwagi | Najwyższe miejsce | Najwyższe miejsce | Najwyższe miejsce | Najwyższe miejsce | Najwyższe miejsce | Najwyższe miejsce | Status płyty | Status płyty |
| Rok                                                                               | Tytuł                            | Uwagi | UK                | US                | AUT               | GER               | SWE               | SWI               | BPI          | RIAA         |
| --------------------------------------------------------------------------------- | -------------------------------- | --- | ----------------- | ----------------- | ----------------- | ----------------- | ----------------- | ----------------- | ------------ | ------------ |
| 1989                                                                              | 101                              | - Wydano: 11 marca 1989 - Wydawnictwo: Mute, Sire - Produkcja: Depeche Mode - Format: CD, płyta gramofonowa, kaseta, digital download, SACD | 5                 | 45                | 13                | 3                 | 14                | 11                | Srebro       | Platyna      |
| 1993                                                                              | Songs of Faith and Devotion Live | - Wydano: 6 grudnia 1993 - Wydawnictwo: Mute, Sire - Produkcja: Depeche Mode - Format: CD, płyta gramofonowa, kaseta, digital download | 46                | 193               | –                 | 50                | 22                | 47                |              |              |
| 2006                                                                              | Recording the Angel              | - Wydano: 2006 - Wydawnictwo: Mute - Produkcja: Depeche Mode - Format: CD, Digital download - Nagrania 43 koncertów (z całkowitej liczby 50) które odbyły się podczas trasy koncertowej Touring the Angel. Nagrań dokonało wydawnictwo Live Here Now i dwupłytowe albumy są dostępne z każdego koncertu (łącznie 43 różne odmiany tego albumu). | –                 | –                 | –                 | –                 | –                 | –                 |              |              |
| znak „–” oznacza, że album w danym kraju nie był notowany albo nie został wydany. |                                  | |                   |                   |                   |                   |                   |                   |              |              |

## Single
| Rok                                                                                | Singel                           | Najwyższe miejsce | Najwyższe miejsce | Najwyższe miejsce | Najwyższe miejsce | Najwyższe miejsce | Najwyższe miejsce | Najwyższe miejsce | Najwyższe miejsce | Najwyższe miejsce | Najwyższe miejsce | Najwyższe miejsce | Najwyższe miejsce | Album                         |
| Rok                                                                                | Singel                           | UK                | US                | US Dance          | US Mod Rock       | IRE               | AUT               | FRA               | GER               | SWE               | ITA               | SWI               | POL               | Album                         |
| ---------------------------------------------------------------------------------- | -------------------------------- | ----------------- | ----------------- | ----------------- | ----------------- | ----------------- | ----------------- | ----------------- | ----------------- | ----------------- | ----------------- | ----------------- | ----------------- | ----------------------------- |
| 1981                                                                               | „Dreaming of Me”                 | 57                | –                 | 47                | –                 | –                 | –                 | –                 | 45                | –                 | –                 | –                 | –                 | Singel nie zawarty na albumie |
| 1981                                                                               | „New Life”                       | 11                | –                 | 29                | –                 | 22                | –                 | –                 | –                 | 1                 | –                 | –                 | –                 | „Speak & Spell”               |
| 1981                                                                               | "Just Can’t Get Enough”          | 8                 | –                 | 26                | –                 | 16                | –                 | –                 | –                 | 14                | –                 | –                 | –                 | „Speak & Spell”               |
| 1982                                                                               | „See You”                        | 6                 | –                 | –                 | –                 | 9                 | –                 | –                 | 44                | –                 | –                 | –                 | –                 | „A Broken Frame”              |
| 1982                                                                               | „The Meaning of Love”            | 12                | –                 | –                 | –                 | 17                | –                 | –                 | 64                | 16                | –                 | –                 | –                 | „A Broken Frame”              |
| 1982                                                                               | „Leave in Silence”               | 18                | –                 | –                 | –                 | 13                | –                 | –                 | 58                | 17                | –                 | –                 | –                 | „A Broken Frame”              |
| 1983                                                                               | "Get the Balance Right!”         | 13                | –                 | 31                | –                 | 16                | –                 | –                 | 38                | –                 | –                 | –                 | –                 | Singel nie zawarty na albumie |
| 1983                                                                               | „Everything Counts”              | 6                 | –                 | 17                | –                 | 15                | –                 | –                 | 23                | 18                | 32                | 8                 | 19                | „Construction Time Again”     |
| 1983                                                                               | „Love, in Itself”                | 21                | –                 | –                 | –                 | 27                | –                 | –                 | 28                | –                 | –                 | –                 | –                 | „Construction Time Again”     |
| 1984                                                                               | "People Are People”              | 4                 | 13                | 44                | –                 | 2                 | 6                 | –                 | 1                 | 15                | 20                | 4                 | 2                 | „Some Great Reward”           |
| 1984                                                                               | „Master and Servant”             | 9                 | 87                | 49                | –                 | 6                 | –                 | 34                | 2                 | 7                 | 27                | 8                 | 6                 | „Some Great Reward”           |
| 1984                                                                               | Blasphemous Rumours / Somebody   | 16                | –                 | –                 | –                 | 8                 | –                 | –                 | 22                | –                 | –                 | 19                | 5                 | „Some Great Reward”           |
| 1985                                                                               | „Shake the Disease”              | 18                | –                 | –                 | –                 | 9                 | –                 | 13                | 4                 | 5                 | 29                | 6                 | 1                 | „The Singles 81→85”           |
| 1985                                                                               | „It’s Called a Heart”            | 18                | –                 | –                 | –                 | 5                 | –                 | 29                | 8                 | 7                 | 16                | 7                 | 28                | „The Singles 81→85”           |
| 1986                                                                               | "Stripped” / „But Not Tonight”   | 15                | –                 | –                 | –                 | 6                 | –                 | –                 | 4                 | 9                 | 14                | 8                 | –                 | „Black Celebration”           |
| 1986                                                                               | "A Question of Lust”             | 28                | –                 | –                 | –                 | 13                | –                 | –                 | 8                 | 17                | –                 | 12                | –                 | „Black Celebration”           |
| 1986                                                                               | „A Question of Time”             | 17                | –                 | –                 | –                 | 10                | –                 | 29                | 4                 | 18                | –                 | 9                 | 10                | „Black Celebration”           |
| 1987                                                                               | „Strangelove”                    | 16                | 76                | 1                 | –                 | –                 | 29                | 25                | 2                 | 5                 | 24                | 3                 | 4                 | „Music for the Masses”        |
| 1987                                                                               | „Never Let Me Down Again”        | 22                | 63                | 12                | –                 | 12                | 29                | 29                | 2                 | 7                 | 13                | 7                 | 8                 | „Music for the Masses”        |
| 1987                                                                               | „Behind the Wheel”               | 21                | 61                | 3                 | –                 | 16                | –                 | 21                | 6                 | 10                | 41                | 6                 | 7                 | „Music for the Masses”        |
| 1988                                                                               | „Little 15”                      | 60                | –                 | –                 | –                 | –                 | 25                | –                 | 16                | –                 | –                 | 18                | –                 | „Music for the Masses”        |
| 1988                                                                               | "Strangelove ’88”                | –                 | 50                | 24                | –                 | –                 | –                 | –                 | –                 | –                 | –                 | –                 | –                 | „Music for the Masses”        |
| 1989                                                                               | "Everything Counts (Live)”       | 22                | –                 | 16                | 13                | 17                | 26                | –                 | 12                | –                 | 35                | 18                | –                 | „101”                         |
| 1989                                                                               | „Personal Jesus”                 | 13                | 28                | 12                | 3                 | 7                 | –                 | 27                | 5                 | 17                | 3                 | 5                 | 5                 | „Violator”                    |
| 1990                                                                               | „Dangerous”                      | –                 | –                 | –                 | 13                | –                 | –                 | –                 | –                 | –                 | –                 | –                 | –                 | „Personal Jesus” single       |
| 1990                                                                               | „Enjoy the Silence”              | 6                 | 8                 | 6                 | 1                 | 3                 | 13                | 9                 | 2                 | 5                 | 5                 | 2                 | 1                 | „Violator”                    |
| 1990                                                                               | „Policy of Truth”                | 16                | 15                | 2                 | 1                 | 11                | –                 | 31                | 7                 | 20                | 7                 | 12                | 1                 | „Violator”                    |
| 1990                                                                               | „Halo”                           | –                 | –                 | –                 | 21                | –                 | –                 | –                 | –                 | –                 | –                 | –                 | –                 | „Violator”                    |
| 1990                                                                               | „World in My Eyes”               | 17                | 52                | 6                 | 17                | 7                 | –                 | 30                | 7                 | –                 | 28                | 5                 | 7                 | „Violator”                    |
| 1993                                                                               | „I Feel You”                     | 8                 | 37                | 3                 | 1                 | 6                 | 7                 | 5                 | 4                 | 2                 | 4                 | 4                 | 1                 | „Songs of Faith and Devotion” |
| 1993                                                                               | „Walking in My Shoes”            | 14                | 69                | –                 | 1                 | 15                | 29                | 23                | 14                | 8                 | 9                 | 26                | 1                 | „Songs of Faith and Devotion” |
| 1993                                                                               | „Condemnation”                   | 9                 | –                 | –                 | 23                | 19                | –                 | 36                | 23                | 3                 | 24                | 38                | 23                | „Songs of Faith and Devotion” |
| 1994                                                                               | „In Your Room”                   | 8                 | –                 | –                 | –                 | 15                | –                 | 10                | 24                | 2                 | 25                | 14                | 8                 | „Songs of Faith and Devotion” |
| 1997                                                                               | „Barrel of a Gun”                | 4                 | 47                | –                 | 11                | 13                | 15                | 22                | 3                 | 1                 | 4                 | 30                | 19                | „Ultra”                       |
| 1997                                                                               | „It’s No Good”                   | 5                 | 38                | 1                 | 4                 | 13                | 28                | –                 | 5                 | 1                 | 2                 | 30                | 10                | „Ultra”                       |
| 1997                                                                               | "Home”                           | 23                | 88                | –                 | –                 | –                 | –                 | –                 | 11                | 10                | 3                 | 47                | 22                | „Ultra”                       |
| 1997                                                                               | „Useless”                        | 28                | –                 | –                 | –                 | –                 | –                 | –                 | 16                | 16                | 16                | –                 | 25                | „Ultra”                       |
| 1998                                                                               | „Only When I Lose Myself”        | 17                | 61                | –                 | 36                | 28                | 10                | 29                | 2                 | 4                 | 4                 | 16                | 14                | „The Singles 86>98”           |
| 2001                                                                               | "Dream On”                       | 6                 | 85                | 1                 | 12                | 24                | 9                 | 12                | 1                 | 4                 | 1                 | 13                | 1                 | „Exciter”                     |
| 2001                                                                               | „I Feel Loved”                   | 12                | –                 | 1                 | –                 | 27                | 44                | 39                | 9                 | 16                | 5                 | 64                | 8                 | „Exciter”                     |
| 2001                                                                               | „Freelove”                       | 19                | –                 | 1                 | –                 | –                 | 61                | 52                | 8                 | 20                | 3                 | 67                | 1                 | „Exciter”                     |
| 2002                                                                               | „Goodnight Lovers”               | –                 | –                 | –                 | –                 | –                 | –                 | 64                | 15                | 33                | 16                | 69                | 15                | „Exciter”                     |
| 2004                                                                               | „Enjoy the Silence '04”          | 7                 | –                 | 25                | –                 | –                 | 48                | 15                | 5                 | 31                | 10                | 44                | 6                 | „Remixes 81–04”               |
| 2004                                                                               | "Remixes·04”                     | 75                | –                 | –                 | –                 | –                 | –                 | –                 | –                 | –                 | –                 | –                 | –                 | „Remixes 81–04”               |
| 2005                                                                               | "Precious”                       | 4                 | 71                | 1                 | 23                | 12                | 9                 | 32                | 2                 | 1                 | 1                 | 12                | 1                 | „Playing the Angel”           |
| 2005                                                                               | „A Pain That I’m Used To”        | 15                | –                 | 6                 | –                 | –                 | 24                | 96                | 11                | 13                | 2                 | 23                | 1                 | „Playing the Angel”           |
| 2006                                                                               | „Suffer Well”                    | 12                | –                 | 1                 | 38                | 18                | 67                | 87                | 13                | 20                | 5                 | 66                | 3                 | „Playing the Angel”           |
| 2006                                                                               | „John the Revelator” / „Lilian”  | 18                | –                 | 38                | –                 | 22                | –                 | –                 | 16                | 19                | 16                | 70                | 1                 | „Playing the Angel”           |
| 2006                                                                               | „Martyr”                         | 13                | –                 | 22                | –                 | –                 | 31                | 64                | 2                 | 10                | 1                 | 17                | 1                 | „The Best Of, Volume 1”       |
| 2009                                                                               | „Wrong”                          | 24                | –                 | 1                 | 12                | 34                | 4                 | 8                 | 2                 | 5                 | 1                 | 23                | 1                 | „Sounds of the Universe”      |
| 2009                                                                               | "Peace”                          | 57                | –                 | –                 | –                 | –                 | 72                | 18                | 25                | 59                | 5                 | 53                | 10                | „Sounds of the Universe”      |
| 2009                                                                               | "Perfect” (tylko w USA)          | –                 | –                 | 1                 | –                 | –                 | –                 | –                 | –                 | –                 | –                 | –                 | –                 | „Sounds of the Universe”      |
| 2009                                                                               | "Hole to Feed / Fragile Tension” | –                 | –                 | –                 | –                 | –                 | –                 | 27                | 39                | –                 | –                 | –                 | 18/10             | „Sounds of the Universe”      |
| 2011                                                                               | „Personal Jesus 2011”            | –                 | –                 | –                 | –                 | –                 | –                 | –                 | –                 | –                 | –                 | –                 | –                 | „Remixes 2: 81–11”            |
| 2013                                                                               | "Heaven”                         | –                 | –                 | –                 | –                 | –                 | –                 | –                 | 2                 | –                 | –                 | –                 | 1                 | „Delta Machine”               |
| 2013                                                                               | "Soothe My Soul”                 | –                 | –                 | –                 | –                 | –                 | –                 | –                 | 22                | –                 | –                 | –                 | 1                 | „Delta Machine”               |
| 2013                                                                               | „Should Be Higher”               | –                 | –                 | –                 | –                 | –                 | –                 | –                 | 19                | –                 | –                 | –                 | 1                 | „Delta Machine”               |
| 2017                                                                               | „Where’s the Revolution”         |                   |                   |                   |                   |                   |                   |                   |                   |                   |                   |                   |                   | „Spirit”                      |
| 2017                                                                               | „Going Backwards”                |                   |                   |                   |                   |                   |                   |                   |                   |                   |                   |                   |                   | „Spirit”                      |
| 2017                                                                               | „Cover Me”                       |                   |                   |                   |                   |                   |                   |                   |                   |                   |                   |                   |                   | „Spirit”                      |
| 2023                                                                               | „Ghosts Again”                   |                   |                   |                   |                   |                   |                   |                   |                   |                   |                   |                   |                   | „Memento Mori”                |
| 2023                                                                               | „Wagging Tongue”                 |                   |                   |                   |                   |                   |                   |                   |                   |                   |                   |                   |                   | „Memento Mori”                |
| znak „–” oznacza, że singel w danym kraju nie był notowany albo nie został wydany. |                                  |                   |                   |                   |                   |                   |                   |                   |                   |                   |                   |                   |                   |                               |

## Strony B singli
| Rok  | Utwór                                  | Strona A singla           | Uwagi |
| ---- | -------------------------------------- | ------------------------- | --- |
| 1981 | „Ice Machine”                          | „Dreaming of Me”          | Znajduje się jako utwór dodatkowy na CD oraz zremasterowanej wersji DVD Speak & Spell. |
| 1981 | „Shout”                                | „New Life”                | Znajduje się jako utwór dodatkowy na CD oraz zremasterowanej wersji DVD Speak & Spell. „Rio Mix” występuje na kompilacji Remixes 81–04. |
| 1981 | „Any Second Now”                       | "Just Can’t Get Enough”   | Znajduje się jako utwór dodatkowy na CD oraz zremasterowanej wersji DVD Speak & Spell. Jest to instrumentalna wersja utworu „Any Second Now (Voices)”, który znajduje się na albumie. |
| 1982 | „Now, This Is Fun”                     | See You                   | Znajduje się na zremasterowanym wydaniu DVD A Broken Frame oraz kompilacji People Are People. |
| 1982 | „Oberkorn (It’s a Small Town)”         | „The Meaning of Love”     | Utwór instrumentalny. Znajduje się także na zremasterowanej wersji DVD A Broken Frame. |
| 1982 | „Excerpt from: My Secret Garden”       | „Leave in Silence”        | Instrumentalna wersja utworu „My Secret Garden” który znajduje się na płycie A Broken Frame. Sam „Excerpts From” znajduje się także na zremasterowanej wersji DVD tego albumu. „Further Excerpts From: My Secret Garden” jest dłuższą wersją pojawiającą się na wersji 12", singlu CD oraz amerykańskiej edycji albumu. |
| 1983 | "The Great Outdoors!”                  | "Get the Balance Right!”  | Utwór instrumentalny. Autorstwo utworu przypisano po raz pierwszy Alano Wilderowi wspólnie z Martinem Gorem. Znajduje się na zremasterowanej wersji DVD Construction Time Again, wraz ze stroną A singla. |
| 1983 | „Work Hard”                            | „Everything Counts”       | Autorstwa Gore’a oraz Wildera. Znajduje się na zremasterowanej wersji DVD Construction Time Again. |
| 1983 | „Fools”                                | „Love, in Itself”         | Autorstwa Wildera. Znajduje się na zremasterowanej wersji DVD Construction Time Again. „Fools (Bigger)” Znajduje się na wersji 12" oraz singlu CD. |
| 1984 | „In Your Memory”                       | "People Are People”       | Napisany przez Wildera. Znajduje się na zremasterowanej wersji DVD Some Great Reward. |
| 1984 | „(Set Me Free) Remotivate Me”          | „Master and Servant”      | Znajduje się na zremasterowanej wersji DVD Some Great Reward. |
| 1985 | „Flexible”                             | „Shake the Disease”       | Znajduje się na kompilacji wydanej w USA zatytułowanej Catching Up with Depeche Mode. Znajduje się także na zremasterowanej wersji DVD Black Celebration. |
| 1985 | „Fly On the Windscreen”                | „It’s Called a Heart”     | Wersja nazwana „Final” została zamieszczona na oficjalnym wydaniu Black Celebration. Natomiast pierwotną wersję wydano niecały rok wcześniej. Wersja singlowa znajduje się także na amerykańskiej składance Catching Up with Depeche Mode oraz jako utwór dodatkowy na zremasterowanej wersji DVD albumu Black Celebration. |
| 1986 | „But Not Tonight”                      | „Stripped”                | W Stanach Zjednoczonych utwór „But Not Tonight” wydano jako stronę A wraz z utworem „Stripped” na stronie B. Piosenka pojawia się także na soundtacku z filmu Modern Girls. „Black Day”, śpiewany przez Martina Gore’a, autorstwa Gore, Wilder oraz Daniela Millera, jest akustyczną wersją utworu „Black Celebration”. Utwór „Breathing in Fumes” zawiera w sobie podkład muzyczny z utworu „Stripped”. Zostały zamieszczone na wersji CD singla oraz płycie CD i zremasterowanej wersji DVD Black Celebration. |
| 1986 | „Black Day”                            | „Stripped”                | W Stanach Zjednoczonych utwór „But Not Tonight” wydano jako stronę A wraz z utworem „Stripped” na stronie B. Piosenka pojawia się także na soundtacku z filmu Modern Girls. „Black Day”, śpiewany przez Martina Gore’a, autorstwa Gore, Wilder oraz Daniela Millera, jest akustyczną wersją utworu „Black Celebration”. Utwór „Breathing in Fumes” zawiera w sobie podkład muzyczny z utworu „Stripped”. Zostały zamieszczone na wersji CD singla oraz płycie CD i zremasterowanej wersji DVD Black Celebration. |
| 1986 | „Breathing in Fumes”                   | „Stripped”                | W Stanach Zjednoczonych utwór „But Not Tonight” wydano jako stronę A wraz z utworem „Stripped” na stronie B. Piosenka pojawia się także na soundtacku z filmu Modern Girls. „Black Day”, śpiewany przez Martina Gore’a, autorstwa Gore, Wilder oraz Daniela Millera, jest akustyczną wersją utworu „Black Celebration”. Utwór „Breathing in Fumes” zawiera w sobie podkład muzyczny z utworu „Stripped”. Zostały zamieszczone na wersji CD singla oraz płycie CD i zremasterowanej wersji DVD Black Celebration. |
| 1986 | „Christmas Island”                     | "A Question of Lust”      | Napisany przez Gore’a oraz Wildera, utwór instrumentalny. Znalazł się także na zremasterowanej wersji DVD Black Celebration. |
| 1987 | „Pimpf” oraz „Fpmip”                   | „Strangelove”             | „Pimpf”, instrumentalny utwór zawarty na albumie oraz stronie B, 7" wersji singla. Inna wersja tego utworu zatytułowana „Fpmip”, wydana została na 12" wersji singla oraz na CD (na CD zawarto też oryginalną wersję). „Agent Orange”, kolejny utwór instrumentalny, znalazł się na stronie B singla o rozmiarze 12" i singla CD. Został zawarty także na CD i zremasterowanej wersji DVD Music for the Masses.                                                                                                  |
| 1987 | „Agent Orange”                         | „Strangelove”             | „Pimpf”, instrumentalny utwór zawarty na albumie oraz stronie B, 7" wersji singla. Inna wersja tego utworu zatytułowana „Fpmip”, wydana została na 12" wersji singla oraz na CD (na CD zawarto też oryginalną wersję). „Agent Orange”, kolejny utwór instrumentalny, znalazł się na stronie B singla o rozmiarze 12" i singla CD. Został zawarty także na CD i zremasterowanej wersji DVD Music for the Masses.                                                                                                  |
| 1987 | „Pleasure, Little Treasure”            | „Never Let Me Down Again” | „Pleasure, Little Treasure” znalazł się na 7" wersji singla na stronie B, a także znajduje się na CD. „Glitter Mix” tego utworu został zawarty na CD oraz zremasterowanej wersji DVD albumu Music for the Masses. „To Have And To Hold” jest utworem pochodzącym z płyty, ale „Spanish Taster” oznacza, że jest to krótka wersja akustyczna. Można ten utwór znaleźć na stronie B wersji 12" oraz na CD, a także na kompaktowej wersji zremasterowanej oraz DVD tego albumu.                                     |
| 1987 | „To Have And To Hold (Spanish Taster)” | „Never Let Me Down Again” | „Pleasure, Little Treasure” znalazł się na 7" wersji singla na stronie B, a także znajduje się na CD. „Glitter Mix” tego utworu został zawarty na CD oraz zremasterowanej wersji DVD albumu Music for the Masses. „To Have And To Hold” jest utworem pochodzącym z płyty, ale „Spanish Taster” oznacza, że jest to krótka wersja akustyczna. Można ten utwór znaleźć na stronie B wersji 12" oraz na CD, a także na kompaktowej wersji zremasterowanej oraz DVD tego albumu.                                     |
| 1987 | „Route 66"                             | „Behind the Wheel”        | Cover piosenki Bobby Troup zatytułowanej w oryginale „(Get Your Kicks On) Route 66". Znajduje się na zremasterowanej DVD Music for the Masses. |
| 1988 | „Stjarna”                              | „Little 15”               | Strona B singla o rozmiarze 7" zawiera utwór „Stjarna” (błędny zapis słowa „St. Jarna”) który jest kompozycją instrumentalną. „Moonlight Sonata No. 14" jest zawarty na wersji 12" i jest nagraniem występu Alana Wildera wykonującego kompozycję Beethovena (sonata fortepianowa nr 14, znana jako „Sonata Księżycowa”). Oba utwory można znaleźć na kompaktowej wersji singla, jak również na zremasterowanej płycie DVD z materiałem z albumu Music for the Masses.                                           |
| 1988 | „Moonlight Sonata No. 14"              | „Little 15”               | Strona B singla o rozmiarze 7" zawiera utwór „Stjarna” (błędny zapis słowa „St. Jarna”) który jest kompozycją instrumentalną. „Moonlight Sonata No. 14" jest zawarty na wersji 12" i jest nagraniem występu Alana Wildera wykonującego kompozycję Beethovena (sonata fortepianowa nr 14, znana jako „Sonata Księżycowa”). Oba utwory można znaleźć na kompaktowej wersji singla, jak również na zremasterowanej płycie DVD z materiałem z albumu Music for the Masses.                                           |
| 1989 | „Dangerous”                            | „Personal Jesus”          | Nigdy nie wydany jako singel w USA, ale notowany na amerykańskiej liście przebojów (US Modern Rock Tracks chart), która ustala kolejność na podstawie ilość odtworzeń w amerykańskich stacjach radiowych. Pojawił się na amerykańskiej wersji CD maxi-singla oraz na zremasterowanej wersji DVD Violator. |
| 1990 | „Memphisto”                            | „Enjoy the Silence”       | Obydwa utwory instrumentalne, z czego „Memphisto” znalazł się na wersji 7" a „Sibeling” na wersji 12". Obydwie kompozycje dostępne są na CD maxi-singel oraz zremasterowanej wersji DVD albumu Violator. |
| 1990 | „Sibeling”                             | „Enjoy the Silence”       | Obydwa utwory instrumentalne, z czego „Memphisto” znalazł się na wersji 7" a „Sibeling” na wersji 12". Obydwie kompozycje dostępne są na CD maxi-singel oraz zremasterowanej wersji DVD albumu Violator. |
| 1990 | „Kaleid”                               | „Policy of Truth”         | Utwór instrumentalny. Znajduje się na zremasterowanej wersji DVD albumu Violator. |
| 1990 | „Happiest Girl”                        | „World in My Eyes”        | „Happiest Girl” znajduje się na singlu o rozmiarze 7" a „Sea of Sin” na 12". Obydwa utwory znajdują się na amerykańskim CD maxi-singlu oraz zremasterowanej wersji DVD Violatora. |
| 1990 | „Sea of Sin”                           | „World in My Eyes”        | „Happiest Girl” znajduje się na singlu o rozmiarze 7" a „Sea of Sin” na 12". Obydwa utwory znajdują się na amerykańskim CD maxi-singlu oraz zremasterowanej wersji DVD Violatora. |
| 1993 | „My Joy”                               | „Walking in My Shoes”     | Jedyny utwór niedostępny na albumie Songs of Faith and Devotion. Wykluczony po nagraniu w 1993, ostatecznie pojawił się ponownie na nim w zremasterowanej DVD. |
| 1993 | „Death’s Door (Jazz Mix)”              | „Condemnation”            | Remiks utworu pierwotnie zawartego na soundtracku z 1991 do filmu Until the End of the World. W ten sposób utwór ten pojawia się po raz pierwszy na płycie Depeche Mode. Można go także znaleźć na zremasterowanej DVD albumu Songs of Faith and Devotion. |
| 1997 | „Painkiller”                           | „Barrel of a Gun”         | Utwór instrumentalny w skróconej wersji znajduje się na albumie Ultra jako utwór ukryty o tytule „Junior Painkiller”. Wersja singlowa znajduje się jako utwór dodatkowy na zremasterowanej wersji DVD album. |
| 1997 | „Slowblow”                             | „It’s No Good”            | Utwór instrumentalny. Znajduje się na zremasterowanej wersji DVD albumu Ultra. |
| 1998 | „Surrender”                            | „Only When I Lose Myself” | „Headstar” jest utworem instrumentalny. Obydwa utwory pojawiają się jako utwór dodatkowy na zremasterowanej wersji DVD albumu Ultra, wraz ze stroną A singla, pomimo tego, że została ona już wydana na The Singles 86>98. |
| 1998 | „Headstar”                             | „Only When I Lose Myself” | „Headstar” jest utworem instrumentalny. Obydwa utwory pojawiają się jako utwór dodatkowy na zremasterowanej wersji DVD albumu Ultra, wraz ze stroną A singla, pomimo tego, że została ona już wydana na The Singles 86>98. |
| 2001 | „Easy Tiger”                           | "Dream On”                | Utwór instrumentalny. Znajduje się także jako ścieżka na albumie Exciter, z tym że jest to wersja znacznie odbiegająca od wersji podstawowej. Wersja singlowa znajduje się jako utwór dodatkowy na zremasterowanej płycie DVD z muzyką z albumu. |
| 2001 | „Dirt”                                 | „I Feel Loved”            | Przeróbka utworu The Stooges. Utwór ten można znaleźć także na soundtracku z filmu Resident Evil oraz oczywiście na zremasterowanej wersji DVD albumu Exciter. |
| 2001 | „Zenstation”                           | „Freelove”                | Utwór instrumentalny. Znajduje się jako utwór dodatkowy na zremasterowanej wersji DVD. |
| 2005 | „Free”                                 | "Precious”                | Utwór dodatkowy na japońskim wydaniu albumu Playing the Angel, z tym że „Bare” znajduje się tylko na wersjach promocyjnych. |
| 2005 | „Newborn”                              | „A Pain That I’m Used To” | Dostępny tylko na singlu albo jako download. |
| 2006 | „Better Days”                          | „Suffer Well”             | Dostępny tylko na singlu albo jako download. |
| 2009 | „Oh Well”                              | „Wrong”                   | Dostępny tylko na singlu albo jako download. |
| 2013 | „All That’s Mine”                      | "Heaven”                  | Dostępny na singlu, jako download oraz na wersji deluxe albumu Delta Machine. |

## Wkład w inne albumy
| Rok  | Utwór             | Album                                   | Artysta       | Uwagi | Najwyższe miejsce                 |
| ---- | ----------------- | --------------------------------------- | ------------- | --- | --------------------------------- |
| 1981 | „Photographic”    | Some Bizzare Album                      | Różni artyści | - Kompilację wydano w 1981 przez wydawnictwo Some Bizzare własność Stevo Pearce’a - Wydawnictwo: Some Bizzare - Format: CD, płyta winylowa - Utwór: „Photographic” w odmiennej wersji od tej która znajduje się na Speak & Spell. Taka sama wersja pojawia się także na składance The Singles 81→85.    |                                   |
| 1986 | „But Not Tonight” | Modern Girls (soundtrack)               | Różni artyści | - Soundtrack z filmu Modern Girls w reżyserii Jerry’ego Kramera, wydano w 1986 - Wytwórnia: Warner Bros. Records - Format: płyta winylowa, kaseta - Utwór: „But Not Tonight”, Wydano jako singel w USA, lecz jako stronę B na singlu „Stripped” w Europie.                                              |                                   |
| 1991 | „Death’s Door”    | Until the End of the World (soundtrack) | Różni artyści | - Soundtrack z filmu Until the End of the World w reżyserii Wima Wendersa, wydano w 1991. - Wytwórnia: Warner Bros. Records - Format: CD - Utwór: „Death’s Door”, wraz z Martinem Gore jako pierwszym wokalistą. „Jazz Mix” tego utworu pojawił się później jako strona B singla „Condemnation” w 1993. | US Billboard (początek 1992): 114 |
| 2002 | „Dirt”            | Resident Evil (soundtrack)              | Różni artyści | - Soundtrack z filmu Resident Evil w reżyserii Paul W.S. Anderson, wydano w 2002. - Wytwórnia: Roadrunner Records - Format: CD - Utwór: „Dirt” (jest to cover utworu oryginalnie wykonywanego przez Iggy Popa). Utwór ten pojawia się na stronie B singla „I Feel Loved” który wydano w 2001.           |                                   |

## Boxsety
| Rok  | Name                | Notes |
| ---- | ------------------- | --- |
| 1991 | Singles Box, Vol. 1 | - Wydano: 28 listopada 1991 - Wydawnictwo: Rhino, WEA - Zawiera „Dreaming of Me”, „New Life”, „Just Can’t Get Enough”, „See You”, „The Meaning of Love” oraz „Leave in Silence”. - Uwagi: Wydano ponownie w 2004.                       |
| 1991 | X1                  | - Wydano w 1991 - Wydawnictwo: WEA - Uwagi: Wydano tylko w Japonii. |
| 1991 | X2                  | - Wydano w 1991 - Wydawnictwo: WEA - Uwagi: Wydano tylko w Japonii. |
| 1991 | Singles Box, Vol. 2 | - Wydano: 28 listopada 1991 - Wydawnictwo: Rhino, WEA - Zawiera „Get the Balance Right!”, „Everything Counts”, „Love in Itself”, „People Are People”, „Master and Servant” oraz „Blasphemous Rumours”. - Uwagi: Wydano ponownie w 2004. |
| 1991 | Singles Box, Vol. 3 | - Wydano: 12 grudnia 1991 - Wydawnictwo: Rhino, WEA - Zawiera „Shake the Disease”, „It’s Called a Heart”, „Stripped”, „A Question of Lust”, „A Question of Time” oraz „Little 15". - Uwagi: Wydano ponownie w 2004.                     |
| 2004 | Singles Box, Vol. 4 | - Wydano: 30 marca 2004 - Wydawnictwo: Rhino, WEA - Zawiera „Strangelove”, „Never Let Me Down Again”, „Behind the Wheel”, „Everything Counts (Live)”, „Personal Jesus” oraz „Enjoy the Silence”.                                        |
| 2004 | Singles Box, Vol. 5 | - Wydano: 30 marca 2004 - Wydawnictwo: Rhino, WEA - Zawiera „Policy of Truth”, „World in My Eyes”, „I Feel You”, „Walking in My Shoes”, „Condemnation” oraz „In Your Room”.                                                             |
| 2004 | Singles Box, Vol. 6 | - Wydano: 30 marca 2004 - Wydawnictwo: Rhino, WEA - Zawiera „Barrel of Gun”, „It’s No Good”, „Home”, „Useless”, „Only When I Lose Myself” oraz „Dream On”.                                                                              |

## Wideografia

### Teledyski
| Rok  | Tytuł                                                                  | Reżyser                        |
| ---- | ---------------------------------------------------------------------- | ------------------------------ |
| 1981 | "Just Can’t Get Enough”                                                | Clive Richardson               |
| 1982 | „See You”                                                              | Julien Temple                  |
| 1982 | „The Meaning of Love”                                                  | Julien Temple                  |
| 1982 | „Leave in Silence”                                                     | Julien Temple                  |
| 1983 | "Get the Balance Right!”                                               | Kevin Hewitt                   |
| 1983 | „Everything Counts”                                                    | Clive Richardson               |
| 1983 | „Love, in Itself”                                                      | Clive Richardson               |
| 1984 | "People Are People”                                                    | Clive Richardson               |
| 1984 | „Master and Servant”                                                   | Clive Richardson               |
| 1984 | „Blasphemous Rumours”                                                  | Clive Richardson               |
| 1984 | "Somebody”                                                             | Clive Richardson               |
| 1985 | „Shake the Disease”                                                    | Peter Care                     |
| 1985 | „It’s Called a Heart”                                                  | Peter Care                     |
| 1986 | "Stripped”                                                             | Peter Care                     |
| 1986 | "But Not Tonight” (dwie wersje)                                        | Tamra Davis                    |
| 1986 | "A Question of Lust”                                                   | Clive Richardson               |
| 1986 | „A Question of Time”                                                   | Anton Corbijn                  |
| 1987 | „Strangelove” (pierwotna oraz ocenzurowana wersja)                     | Anton Corbijn                  |
| 1987 | „Never Let Me Down Again” (wersja (Split Mix) z 7" oraz 12" singla)    | Anton Corbijn                  |
| 1987 | „Behind the Wheel” (wersja (remix) z singla oraz z albumu)             | Anton Corbijn                  |
| 1987 | „Pimpf”                                                                | Anton Corbijn                  |
| 1988 | „Little 15”                                                            | Martyn Atkins                  |
| 1988 | „Strangelove '88"                                                      | Martyn Atkins                  |
| 1989 | „Everything Counts (Live)”                                             | D.A. Pennebaker                |
| 1989 | „Personal Jesus” (w wersji oryginalnej oraz ocenzurowanej)             | Anton Corbijn                  |
| 1990 | „Enjoy the Silence”                                                    | Anton Corbijn                  |
| 1990 | „Policy of Truth”                                                      | Anton Corbijn                  |
| 1990 | „World in My Eyes” (dwie wersje)                                       | Anton Corbijn                  |
| 1990 | „Halo”                                                                 | Anton Corbijn                  |
| 1990 | „Clean”                                                                | Anton Corbijn                  |
| 1993 | „I Feel You”                                                           | Anton Corbijn                  |
| 1993 | „Walking in My Shoes” (w wersji oryginalnej oraz ocenzurowanej)        | Anton Corbijn                  |
| 1993 | „Condemnation” (Paris Mix)                                             | Anton Corbijn                  |
| 1993 | „Condemnation” (wersja na żywo)                                        | Anton Corbijn                  |
| 1993 | „Personal Jesus” (wersja na żywo)                                      | Anton Corbijn                  |
| 1993 | „Enjoy the Silence” (wersja na żywo)                                   | Anton Corbijn                  |
| 1993 | „Halo” (wersja na żywo)                                                | Anton Corbijn                  |
| 1993 | „One Caress”                                                           | Kevin Kerslake                 |
| 1994 | „In Your Room”                                                         | Anton Corbijn                  |
| 1997 | „Barrel of a Gun”                                                      | Anton Corbijn                  |
| 1997 | „It’s No Good”                                                         | Anton Corbijn                  |
| 1997 | "Home”                                                                 | Steven Green                   |
| 1997 | „Useless”                                                              | Anton Corbijn                  |
| 1998 | „Only When I Lose Myself”                                              | Brian Griffin                  |
| 2001 | "Dream On”                                                             | Stéphane Sednaoui              |
| 2001 | „I Feel Loved” (wersja z singla oraz długa i krótka wersja Dan-O-Rama) | John Hillcoat                  |
| 2001 | „I Feel Loved” (wersja na żywo)                                        | Anton Corbijn                  |
| 2001 | „Freelove”                                                             | John Hillcoat                  |
| 2001 | „Freelove” (wersja na żywo)                                            | Anton Corbijn                  |
| 2002 | „Goodnight Lovers”                                                     | John Hillcoat                  |
| 2004 | „Enjoy the Silence '04”                                                | Uwe Flade                      |
| 2005 | "Precious”                                                             | Uwe Flade                      |
| 2005 | „A Pain That I’m Used To”                                              | Uwe Flade                      |
| 2006 | „Suffer Well”                                                          | Anton Corbijn                  |
| 2006 | „John the Revelator”                                                   | Blue Leach                     |
| 2006 | „Martyr”                                                               | Robert Chandler                |
| 2009 | „Wrong”                                                                | Patrick Daughters              |
| 2009 | "Peace”                                                                | Jonas & François               |
| 2009 | "Hole to Feed”                                                         | Eric Wareheim                  |
| 2009 | "Fragile Tension”                                                      | Barney Steel & Robert Chandler |
| 2011 | „Personal Jesus 2011”                                                  | Andrew Faber                   |
| 2013 | „Heaven”                                                               | Timothy Saccenti               |
| 2013 | „Soothe My Soul”                                                       | Warren Fu                      |
| 2017 | „Where’s the Revolution”                                               | Anton Corbijn                  |
| 2017 | „Cover Me”                                                             | Anton Corbijn                  |
| 2017 | „Going Backwards (Highline Sessions Version)”                          | Timothy Saccenti               |

### Albumy wideo
| Rok  | Tytuł                                    | Uwagi | Status płyty  |
| ---- | ---------------------------------------- | --- | ------------- |
| 1985 | The World We Live In and Live in Hamburg | - Wydano w 1985 - Wydawnictwo: Virgin, Mute, Sire - Format: VHS, Beta, LaserDisc - Nagrano w Hamburgu, Niemcy. |               |
| 1985 | Some Great Videos                        | - Wydano w 1985 - Wydawnictwo: Virgin, Sire - Format: VHS, Laserdisc | RIAA: Złoto   |
| 1988 | Strange                                  | - Wydano w 1988 - Wydawnictwo: Virgin, Mute, Sire, Reprise - Format: VHS, Laserdisc | RIAA: Złoto   |
| 1989 | 101                                      | - Wydano w 1989 - Wydawnictwo: Mute, Sire, Reprise - Format: VHS, DVD, Laserdisc, UMD - Film dokumentalny o tym samym tytule wydano 10 listopada 2003. | RIAA: Platyna |
| 1990 | Strange Too                              | - Wydano w 1990 - Wydawnictwo: Mute, Sire, Reprise - Format: VHS, Laserdisc | RIAA: Platyna |
| 1993 | Devotional                               | - Wydano w 1993 - Wydawnictwo: Mute, Sire, Reprise - Format: VHS, Laserdisc, DVD, UMD - Nagrano w czasie koncertów w Barcelonie, Hiszpania, Liévin, Francja oraz Frankfurt, Niemcy podczas Devotional Tour z 1993. |               |
| 1998 | The Videos 86>98                         | - Wydano w 1998 - Wydawnictwo: Mute, Reprise - Format: DVD, VHS - Pierwotnie wydano na VHS w 1998. Wznowienie na DVD wydano 12 października 1999. |               |
| 1998 | Some Great Videos 81>85                  | - Wydano w 1998 - Wydawnictwo: Mute - Format: VHS - Wydano tylko w Wielkiej Brytanii wraz ze wznowieniem Some Great Videos. |               |
| 2002 | One Night in Paris                       | - Wydano na 27 maja 2002 - Wydawnictwo: Mute, Reprise - Format: DVD, VHS, UMD - Nagrano podczas koncertu w Paryżu, Francja 10 października 2001 podczas Exciter Tour. | RIAA: Złoto   |
| 2002 | Videos 86>98 +                           | - Wydano na 25 listopada 2002 - Wydawnictwo: Mute, Reprise - Format: DVD, VHS - wznowienie The Videos 86>98 wraz z zawartością dodatkową. |               |
| 2006 | Touring the Angel: Live in Milan         | - Wydano na 25 września 2006 - Wydawnictwo: Mute, Reprise - Format: DVD/CD - Nagrano podczas koncertu w Mediolanie, Włochy 18 i 19 lutego 2006 podczas Touring the Angel. |               |
| 2006 | The Best Of, Volume 1                    | - Wydano na 13 listopada 2006 - Wydawnictwo: Mute, Reprise - Format: DVD/CD |               |
| 2010 | Tour of the Universe: Live in Barcelona  | - Wydano w 2010 (8 listopada 2010 (Europa) / 9 listopada 2010 (Ameryka Północna)) - Wydawnictwo: EMI - Format: DVD/CD, blu-ray - Nagrano podczas koncertów w Barcelonie 20 i 21 listopada 2009 podczas trasy Tour Of The Universe |               |
| 2014 | Live in Berlin: A Film by Anton Corbijn  | - Wydano w 2014 (17 listopada 2014 (Europa) / 18 listopada 2014 (Polska)) - Wydawnictwo: Sony Music Entertainment - Format: Box zawierający dwie płyty DVD, dwie płyty CD oraz jedną płytę Blu-ray (Dane dla „Deluxe edition) - Nagrano podczas koncertów w berlińskiej hali O2 World 23 i 27 listopada 2013 (Trasa „Delta Machine Tour”) |               |

### single DVD
| Rok  | DVD                           | Uwagi                                                                                        |
| ---- | ----------------------------- | -------------------------------------------------------------------------------------------- |
| 2001 | „Freelove”                    | - Wydano 11 listopada 2001 - Wydawnictwo: Mute, Reprise                                      |
| 2005 | "Precious”                    | - Wydano 3 października 2005 - Wydawnictwo: Mute - Uwagi: Wydano tylko w Wielkiej Brytanii.  |
| 2005 | „A Pain That I’m Used To”     | - Wydano 12 grudnia 2005 - Wydawnictwo: Mute - Uwagi: Wydano tylko w Wielkiej Brytanii.      |
| 2006 | „Suffer Well”                 | - Wydano 27 marca 2006 - Wydawnictwo: Mute - Uwagi: Wydano tylko w Wielkiej Brytanii.        |
| 2006 | „John the Revelator”/„Lilian” | - Wydano 4 czerwca 2006 - Wydawnictwo: Mute - Uwagi: Wydano tylko w Wielkiej Brytanii.       |
| 2006 | „Martyr”                      | - Wydano 30 października 2006 - Wydawnictwo: Mute - Uwagi: Wydano tylko w Wielkiej Brytanii. |